# دينيس موران
دينيس موران (بالإنجليزية: Denis Moran)‏ هو لاعب قذف أيرلندي، ولد في 16 يناير 1956 في Ballybunion ‏ في جمهورية أيرلندا.